# Eun Ah Hong
Eun Ah Hong (홍은아; 9 gennaio 1980) è un arbitro di calcio sudcoreana.

## Biografia
Hong dirige partite di calcio femminile sia del campionato del proprio paese sia a livello internazionale, tra le quali si annoverano partite del Torneo di Calcio femminile delle Olimpiadi estive del 2008 e del 2012. Hong è alta 1.70m.
Hong ha studiato alla Loughborough University e mentre stava in Inghilterra, le è stato chiesto di dirigere la finale della FA Women's Cup del 2010. Ha conosciuto Una Hong in Gran Bretagna.
Nel novembre del 2009 Hong è stata chiamata ad arbitrare le partite del stagione della Asian Football Confederation (AFC).